# Шелехівський заказник
Шелехівський заказник — гідрологічний заказник місцевого значення в Україні. Розташований у межах Лебединського району Сумської області, на північний захід від села Межиріч, в лісовому фонді ДП «Лебединський лісгосп», Межиріцьке лісництво. 
Площею 481 га. Заснований у 1991 році. 

## Опис
Лісові масиви заказника представлені дубовими, березовими, сосновими, липовими та вільховими насадженнями. Панівними є діброви, переважають штучні насадження середнього віку, близько 5% займають стиглі деревостани. На більшості ділянок панують кленово-липово-дубові ценози. У травостої найбільш звичайні зірочник лісовий, яглиця звичайна, осока волосиста, фіалки дивна та шершава, копитняк, глуха кропива крапчаста, розхідники звичайний та шорсткий, у тальвегах балок панує кропива. На знижених ділянках поблизу озера поширення набули вільшняки, де зростають папороть жіноча, осоки побережна та гостроподібна, півники болотні, гадючник в'язолистий, кропива дводомна та ін.

## Зображення

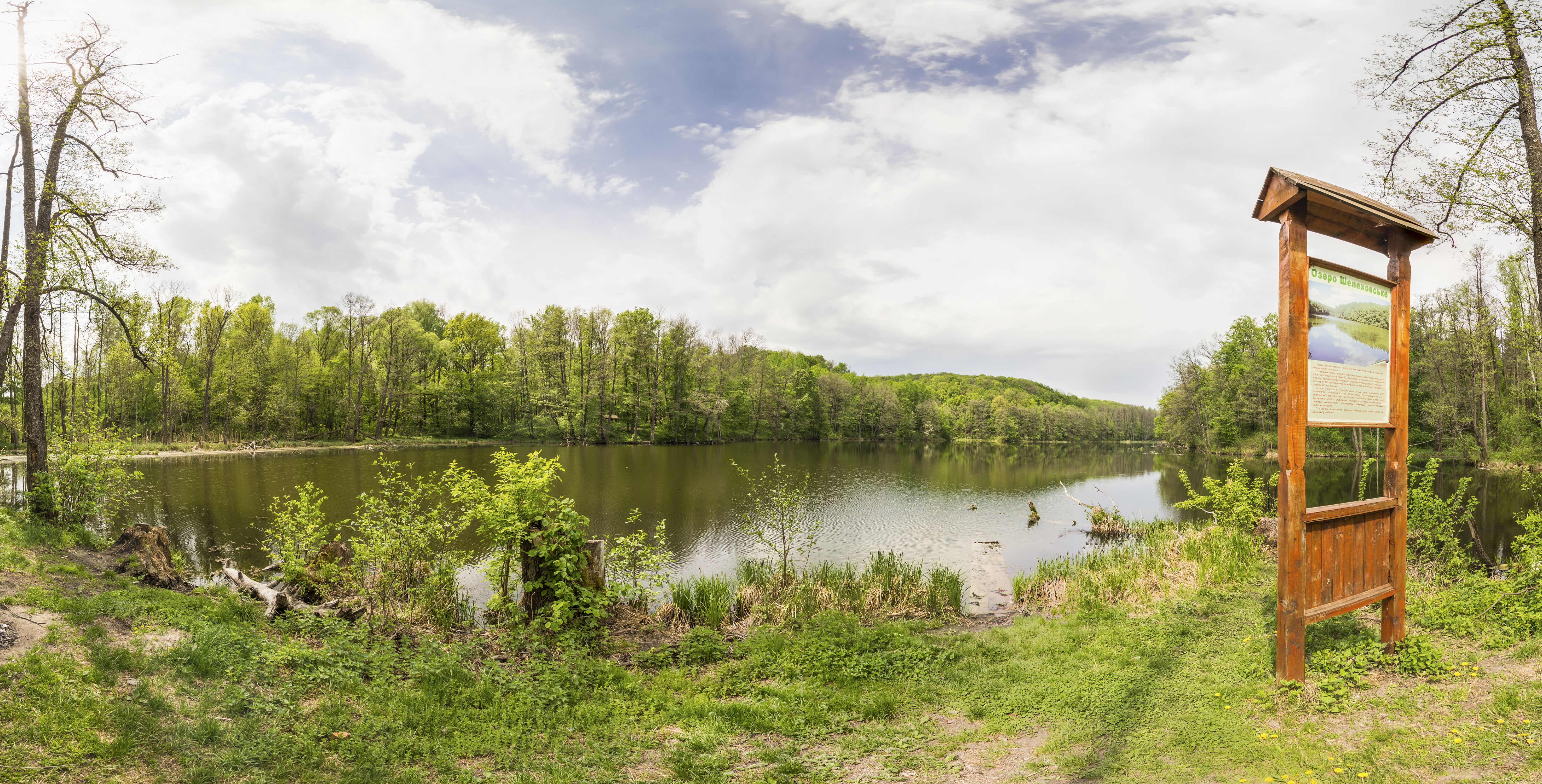
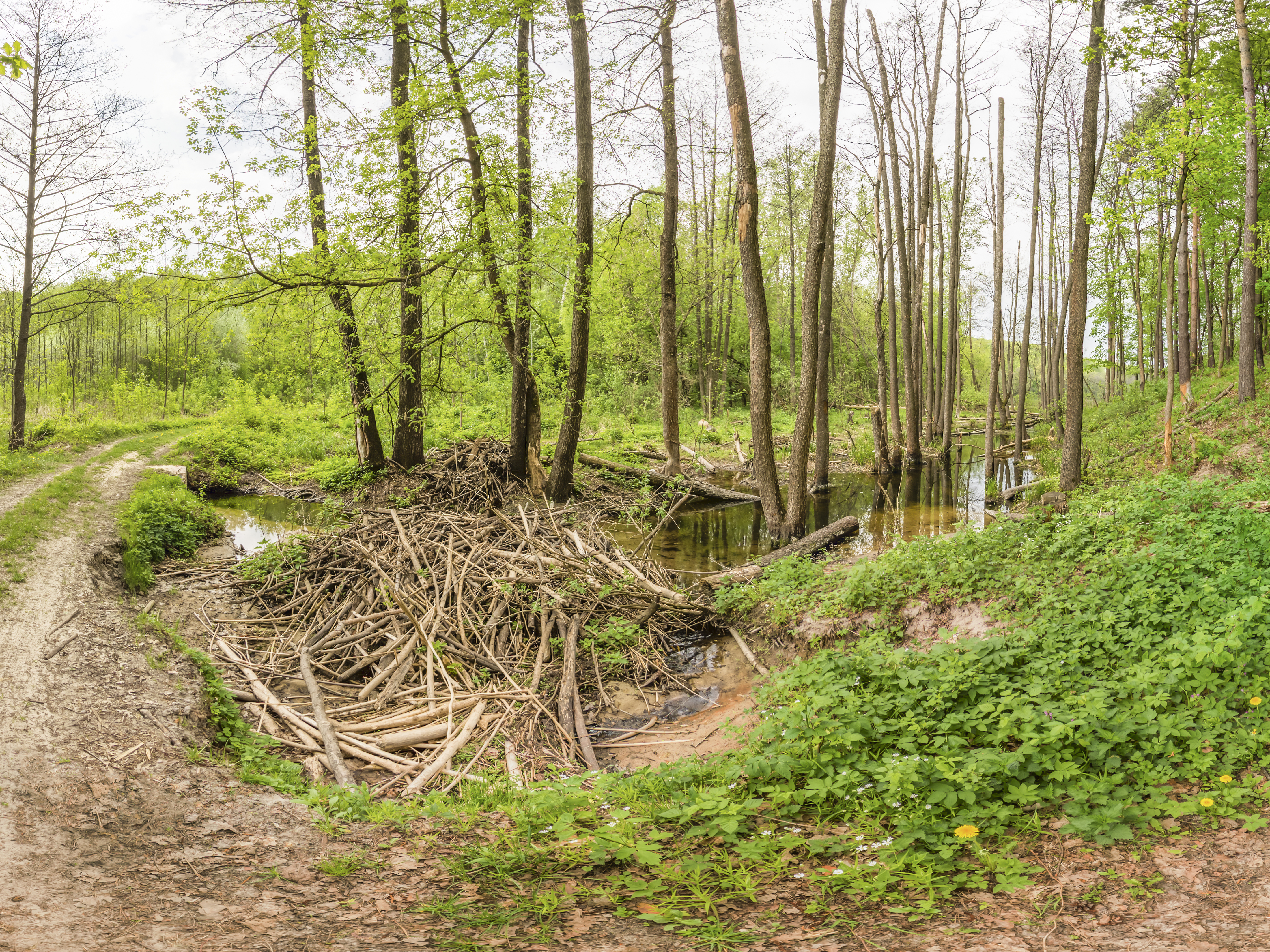
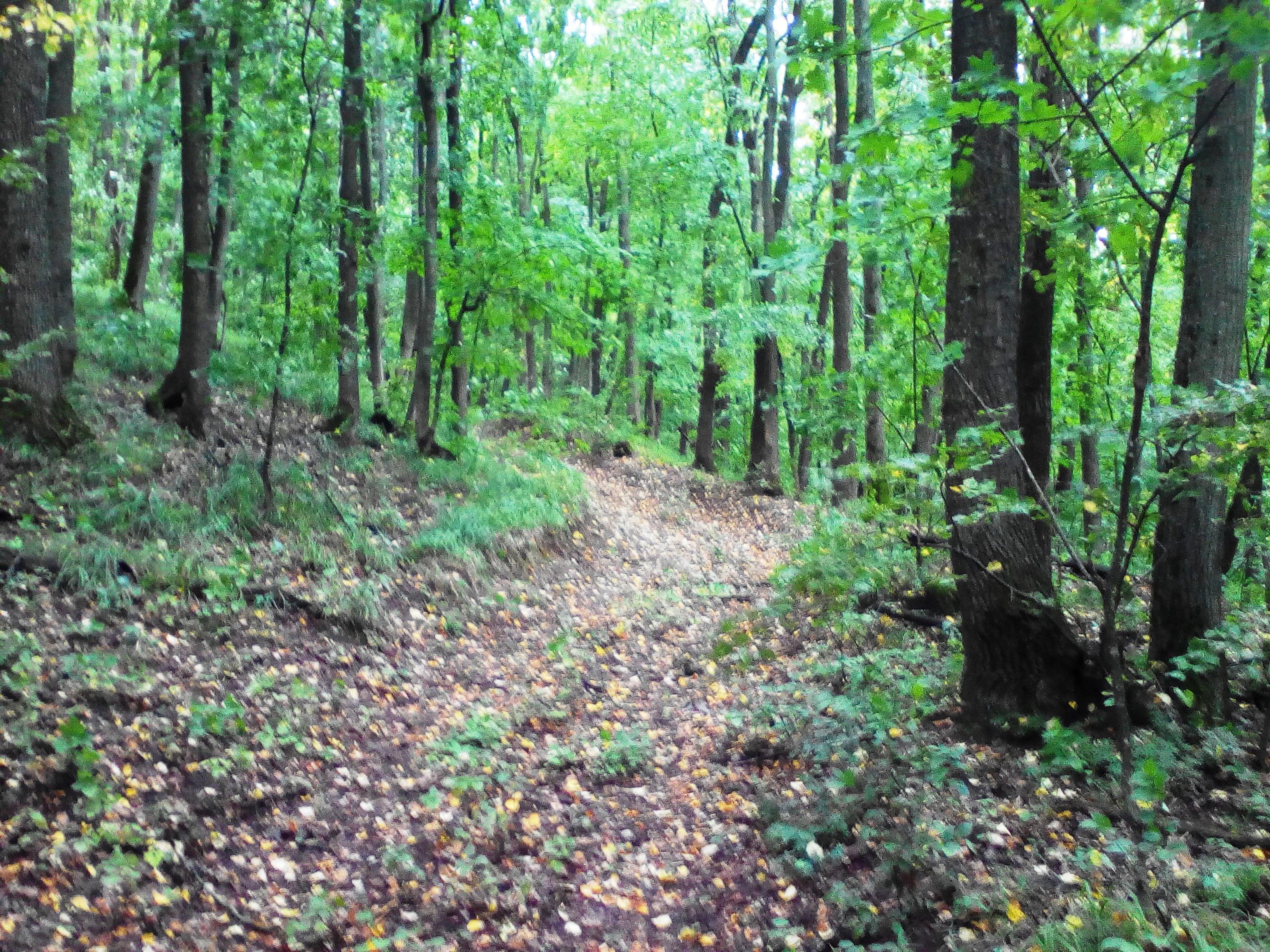